# Población armenia otomana
La población armenia otomana se trata de la comunidad armenia en el Imperio otomano desde la fundación del Estado otomano a finales del siglo XIII hasta su derogación en 1922 y el establecimiento de la República de Turquía en 1923.
En este artículo se muestran varias estadísticas sobre la población armenia dentro del Imperio otomano.